# Michael Whalen (actor)
Joseph Kenneth Shovlin, mai cunoscut sub numele de Michael Whalen, (n. 30 iunie 1902, Wilkes-Barre, Pennsylvania, SUA – d. 14 aprilie 1974) a fost un actor american.
În 1936 a jucat în Poor Little Rich Girl, interpretându-l pe Richard Barry, tatăl Barbarei Barry (Shirley Temple).